# 15. december
15. december je 349. dan leta (350. v prestopnih letih) v gregorijanskem koledarju. Ostaja še 16 dni.

## Dogodki
- 1256 – porušena in zavzeta je Alamut, Iran
- 1488 – Bartolomeo Diaz je kot prvi Evropejec obplul rt dobrega upanja
- 1612 – nemški astronom Simon Marius kot prvi opazuje galaksijo Andromeda skozi teleskop
- 1840 – Napoleon Bonaparte je znova pokopan, tokrat z državnimi častmi
- 1846 – izidejo Prešernove Poezije
- 1890 – ob pripravah na Ples Zemlje (Ghost Dance), ustreljen indijanski poglavar Sedeči bik (Tȟatȟaŋka Iyotȟaŋka)
- 1911 – položen temeljni kamen za novo indijsko prestolnico New Delhi
- 1916 – konec bitke pri Verdunu
- 1939 – v Atlanti premiera filma V vrtincu (Gone with the Wind)
- 1941:
  - ustreljeni obsojenci 2. tržaškega procesa: Pinko Tomažič, Viktor Bobek, Ivan Ivančič, Simon Kos in Ivan Vadnal
  - Irska se razglasi za nevtralno
- 1961 – Adolf Eichmann obsojen na smrt
- 1987 –  konec stavke v Litostroju
- 1989 – v Temišvaru se začno demonstracije, ki privedejo do padca Ceaușescujevega režima
- 1994 – izide Netscape Navigator 1.0
- 1995 – začne oddajati slovenska komercialna TV-postaja POP TV
- 2000 – izklopljen je tretji, zadnji reaktor černobilske jedrske elektrarne, elektrarana pa preneha z obratovanjem
- 2005 – v Iraku potekajo prve večstrankarske parlamentarne volitve po padcu režima Sadama Huseina
- 2014 – drama s talci v Sydneyju, med osvobajanjem umreta dva talca ter storilec
- 2016 – delovati začne evropski satelitski navigacijski sistem Galileo

## Rojstva
- 37 – Neron, rimski cesar († 68)
- 130 – Lucij Ver, 16. cesar Rimskega cesarstva, skupaj z Markom Avrelijem († 169)
- 1242 – Munetaka, japonski princ, 6. šogun († 1274)
- 1657 – Michel-Richard Delalande, francoski skladatelj († 1726)
- 1785 – Eva Lucija Cecilija Viktorija Kraus - Emilija, Napoleonova ljubica († 1845)
- 1802 – János Bolyai, madžarski matematik († 1860)
- 1832 – Alexandre-Gustave Eiffel, francoski inženir († 1923)
- 1834 – Charles Augustus Young, ameriški astronom, astrofizik († 1908)
- 1851 – Felix von Hartmann, nemški kardinal († 1919)
- 1852 – Antoine Henri Becquerel, francoski fizik, nobelovec 1903 († 1908)
- 1859 – Ludwik Lazarus Zamenhof, poljski oftalmolog, filolog judovskega rodu, začetnik esperanta († 1917)
- 1860 – Niels Ryberg Finsen, danski zdravnik, nobelovec 1903 († 1904)
- 1885 – Leonid Pitamic, slovenski pravnik, filozof, prevajalec, diplomat († 1971)
- 1892 – Jean Paul Getty, ameriški industrialec († 1976)
- 1916 – Maurice Wilkins, britanski fizik, nobelovec 1962 († 2004)
- 1923 – Freeman John Dyson, ameriški fizik, matematik in astrofizik
- 1928 – Friedensreich Hundertwasser, avstrijski slikar, arhitekt († 2000)
- 1942 – Anton Stres, slovenski duhovnik, teolog, filozof in nadškof
- 1949 – Don Johnson, ameriški filmski igralec
- 1950 – Laci Kovač madžarsko-slovenski pisatelj, učitelj, amaterski igralec
- 1955 – Vinko Gorenak, slovenski politik
- 1962 – Marko Pavliha, slovenski politik, poslanec, pravnik
- 1971 – Lotos Vincenc Šparovec, slovenski igralec in vojaški časnik
- 1980 – Annalena Baerbock, nemška političarka
- 1981 – Roman Pavljučenko, ruski nogometaš
- 1983 – Zlatan Ljubijankić, slovenski nogometaš
- 1984 – Martin Škrtel, slovaški nogometaš

## Smrti
- 1025 – Vasilij II. Klavec Bolgarov, bizantinski cesar (* 958)
- 1072 – Alp Arslan, turški (seldžuški) sultan (* 1029)
- 1128 – Fulk I. d'Este, milanski mejni grof (* ok. 1070)
- 1158 – Friderik II. Berški, kölnski nadškof (* 1120)
- 1161 – cesar Hailingwang, dinastija Jin (* 1122)
- 1230 – Otokar I. Pšemisl, češki kralj (* 1155)
- 1263 – Hakon IV., norveški kralj (* 1204)
- 1283 – Filip de Courtenay, titularni latinski cesar (* 1243)
- 1343 – Hasan Kuček, čobanidski perzijski princ (* 1319)
- 1673 – Margaret Cavendish, vojvodinja, angleška pisateljica, pesnica in filozofinja (* 1623)
- 1675 – Jan Vermeer van Delft, nizozemski slikar (* 1632)
- 1683 – Izaak Walton, angleški pisatelj (* 1593)
- 1792 – Joseph Martin Kraus, nemško-švedski skladatelj (* 1756)
- 1890 – Sedeči bik, poglavar Siouxov (* 1831)
- 1902 – Pierre-Marie-Alexis Millardet, francoski botanik (* 1838)
- 1941 – Drinske mučenke, redovnice Hčera Božje ljubezni iz Sarajeva
- 1948 – Risto Savin, slovenski skladatelj, častnik (* 1859)
- 1966 – Walt Disney, ameriški animator (* 1901)
- 1991 – Vasilij Grigorjevič Zajcev, ruski poročnik, ostrostrelec (* 1915)
- 2000 – George Eric Deacon Alcock, angleški učitelj, ljubiteljski astronom (* 1912)
- 2007 – Matjaž Klopčič, slovenski filmski režiser (* 1934)
- 2013 – Joan Fontaine, britansko-ameriška filmska igralka (*1917)

## Prazniki in obredi
- Zamenhofov dan v gibanju Esperanto v čast L. L. Zamenhofa ustvarjalca Esperanta